# 怪猫有馬御殿
『怪猫有馬御殿』（かいびょうありまごてん）は、1953年（昭和28年）12月29日公開の日本映画である。人形浄瑠璃の『鏡山』を題材とした化け猫ものの怪談映画。監督は荒井良平。主演は入江たか子。大映京都作品。モノクロ、スタンダード、モノラル。5巻、1345m、49分。アスペクト比は1.375:1。
化け猫の生首が飛行するシーンが有名。

## スタッフ
- 企画：高桑義生[1][2][3]
- 監督：荒井良平[1][2][3]
- 脚本：木下藤吉[1][2][3]
- 撮影：伊佐山三郎[1][2][3]
- 録音：林土太郎[1][2][3]
- 照明：島崎一二[1][2][3]
- 美術：上里義三[1][2][3]
- 編集：佐野義雄[1][2]
- 音楽：高橋半[1][2][3]

## キャスト
- おたきの方：入江たか子[1][2][3]
- 有馬大学：坂東好太郎[1][2][3]
- お仲：阿井三千子[1][2][3]
- 有馬頼貴：杉山昌三九[1][2][3]
- おこよの方：北見礼子[1][2][3]
- 呉竹：大美輝子[1][2][3]
- 岩波：金剛麗子[1][2][3]
- 七浦：橘公子[1][2][3]
- 庵崎：小柳圭子[1][2][3]
- 浅茅：柳恵美子[1][2][3]
- 小桜：松岡信江[1][2][3]
- 藤乃：小林加奈枝[1][2][3]
- 足軽甲：大国八郎[1][2][3]
- 足軽乙：清水明[1][2][3]